# Elmina Sharks FC
Der Elmina Sharks Football Club ist ein 1998 gegründeter Fußballverein aus der ghanaischen Stadt Elmina. Aktuell spielt der Verein in der zweiten Liga des Landes, der Division One League.

## Stadion
Der Verein trägt seine Heimspiele im Nduom Sports Stadium in Elmina aus. Das Stadion hat ein Fassungsvermögen von 5000 Personen.

## Trainerchronik
| Trainer        | Nation  | von               | bis              |
| -------------- | ------- | ----------------- | ---------------- |
| Joachim Yaw    | Ghana   | 23. Juni 2017     | 25. Februar 2021 |
| Kim Grant      | England | 19. Dezember 2017 | 31. Oktober 2018 |
| Nii Lamptey    | Ghana   | 26. Februar 2021  | 1. Dezember 2021 |
| Yahaya Mallam  | Ghana   | 7. Dezember 2021  | 13. Januar 2022  |
| Kobina Amissah | Ghana   | 18. Januar 2022   | heute            |